# Orchis brancifortii
Orchis brancifortii (лат.) — многолетнее травянистое растение, вид рода Ятрышник (Romulea) семейства Орхидные (Orchidaceae), произрастающее на Сицилии, Сардинии и в Калабрии.

## Ботаническое описание
Orchis brancifortii — многолетнее травянистое растение со стеблем высотой 10-25 см. Прикорневые листья эллиптически-ланцетные, не пятнистые, верхние более узкие и охватывающие стебель, прицветники пурпурные, ланцетные. Цветки от розовых до пурпурных собраны в плотные яйцевидно-цилиндрические соцветия. Чашелистики яйцевидные, срединные расположены вертикально; лепестки образуют шлем вокруг гиностемия. Губа трёхлопастная с расходящимися боковыми лопастями, значительно уже средней. У основания губы два маленьких пурпурных пятна. Шпорец тонкий нитевидный. Цветёт с апреля по май. Число хромосом Orchis brancifortii составляет 2n = 42. Существует также полностью белая апохроматическая форма.

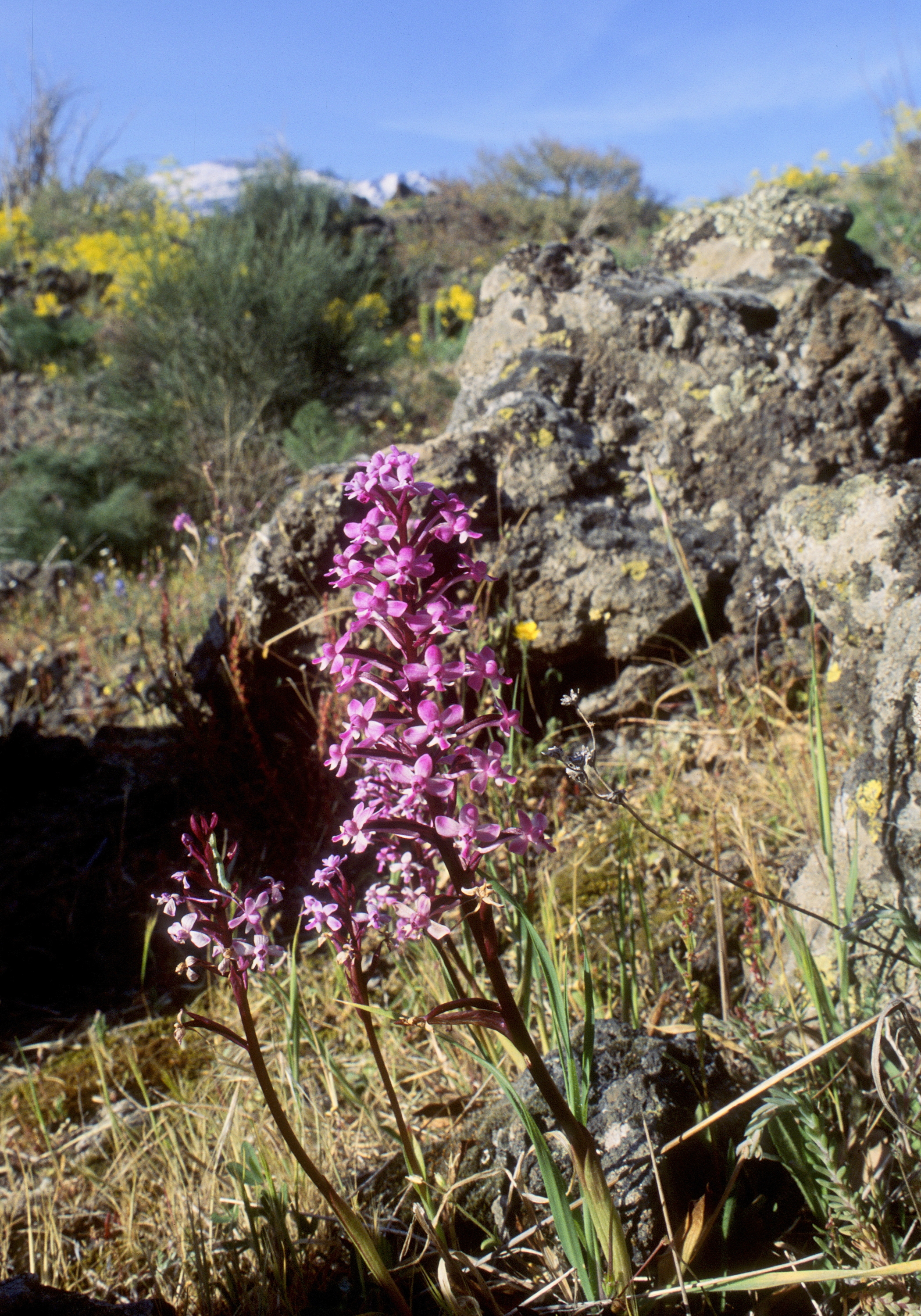
В природе
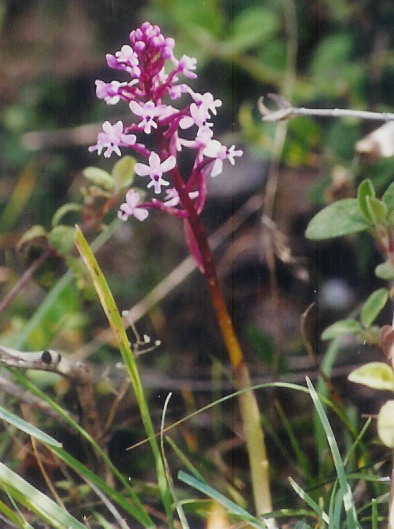
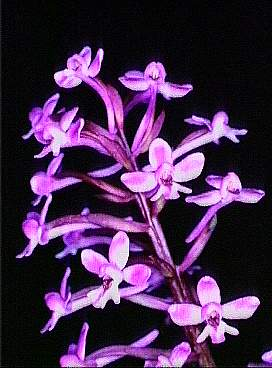
Соцветие

## Распространение и местообитание
Orchis brancifortii — эндемик Сардинии, ограниченный известняковыми склонами на востоке острова, и Сицилии, где вид встречается на северных горных хребтах Мадоние и Неброди, не считая небольших популяций на Этне, на Иблеи и в Эрейских горах. Также есть единственная популяция в Калабрии, недалеко от Стило. Растёт на засушливых лугах и в кустарниках на высоте до 1200 м над уровнем моря. Предпочитает известковые и сухие почвы.

## Таксономия
Вид был впервые описан сицилийским ботаником Антонино Бивона-Бернарди (1770—1837) в 1813 году. Видовой эпитет — в честь Эрколе Бранчифорте, принца Бутеры, покровителя Бивона-Бернарди.

## Охранный статус
Международный союз охраны природы классифицирует природоохранный статус Orchis brancifortii как «вид, вызывающие наименьшие опасения».